# بورسيرة عطرية
بورسيرة عطرية (الاسم العلمي:Bursera aromatica) هي نوع من النباتات تتبع جنس البورسيرة من الفصيلة البخورية.